# Micronycteris hirsuta
Micronycteris hirsuta é uma espécie de morcego da família dos filostomídeos (Phyllostomidae).

## Ecologia
Micronycteris hirsuta ocorre em Honduras, Nicarágua, Costa Rica, Panamá, Colômbia, Venezuela, Guiana, Suriname, Equador, Trindade e Tobago, Guiana Francesa, Brasil e Peru em altitudes abaixo de 1 500 metros. Está associada à floresta primária, mas também foi coletada em áreas desmatadas ao redor de residências. Sua atividade se concentra próximo a córregos ou áreas úmidas (Eisenberg 1989). Empoleira-se em árvores ocas, edifícios e sob pontes e alimenta-se de insetos, principalmente de tetigoniídeos (Tattigoniidae), baratas, besouros e larvas de lepidópteros, que são capturadass na vegetação. Este morcego é atraído por cantos de tetigoniídeos e é muito mais provável que seja capturado em redes de neblina (onde raramente é capturado).

## Conservação
Em 2005, foi classificada como vulnerável na Lista de Espécies da Fauna Ameaçadas do Espírito Santo; e em 2018, como pouco preocupante em perigo na Lista Vermelha do Livro Vermelho da Fauna Brasileira Ameaçada de Extinção do Instituto Chico Mendes de Conservação da Biodiversidade (ICMBio).